# AK-726
AK-726 – radziecka podwójnie sprzężona uniwersalna armata morska kalibru 76,2 mm, stosowana na licznych okrętach od lat 60. XX wieku, przede wszystkim marynarki ZSRR.

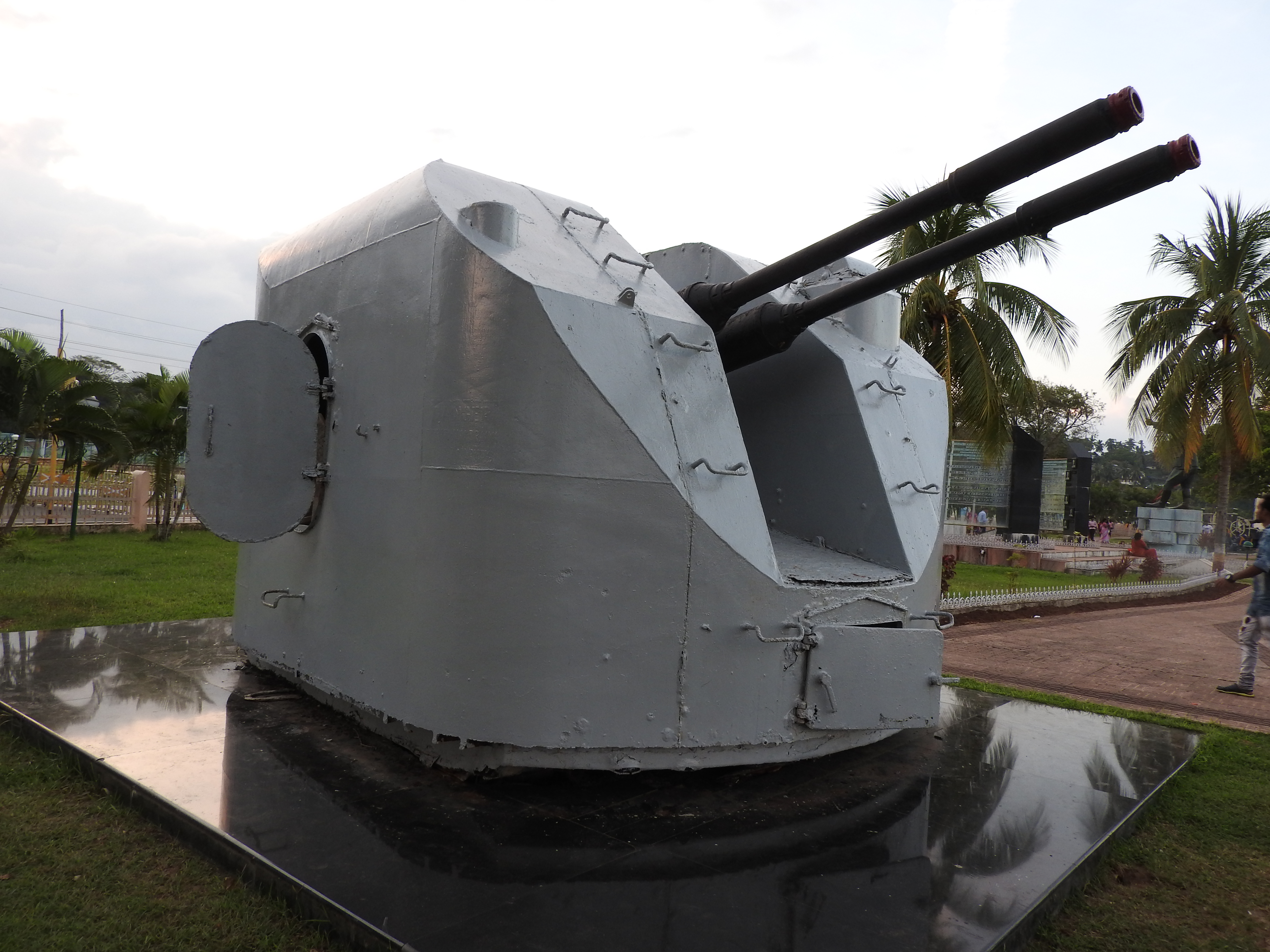
Wieża systemu AK-726

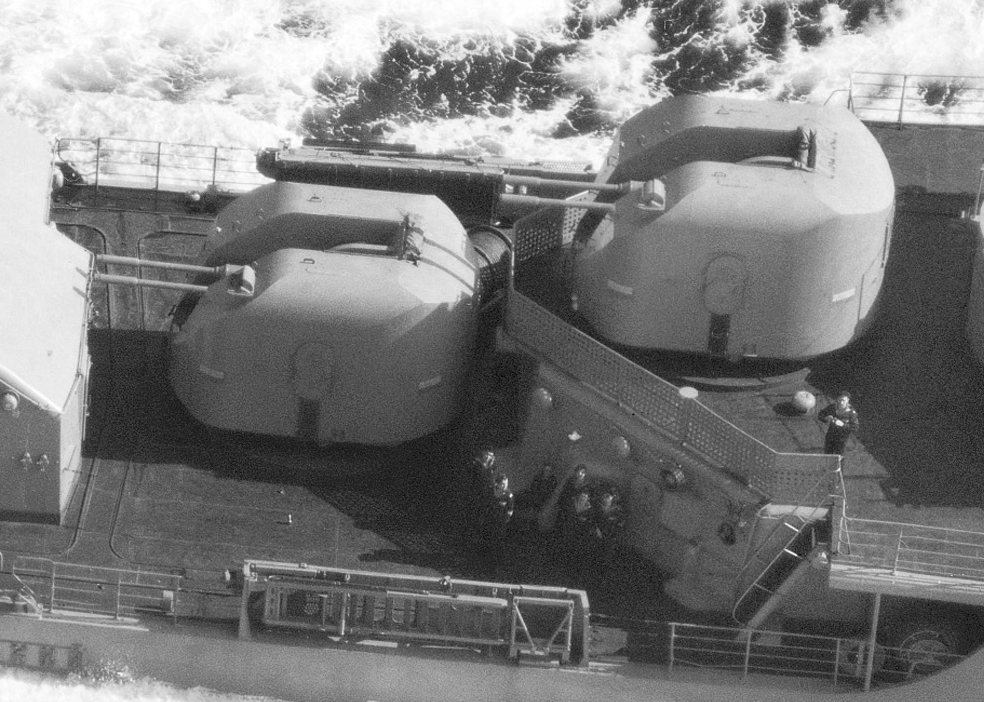
Wieża systemu AK-726 na fregacie projektu 1135

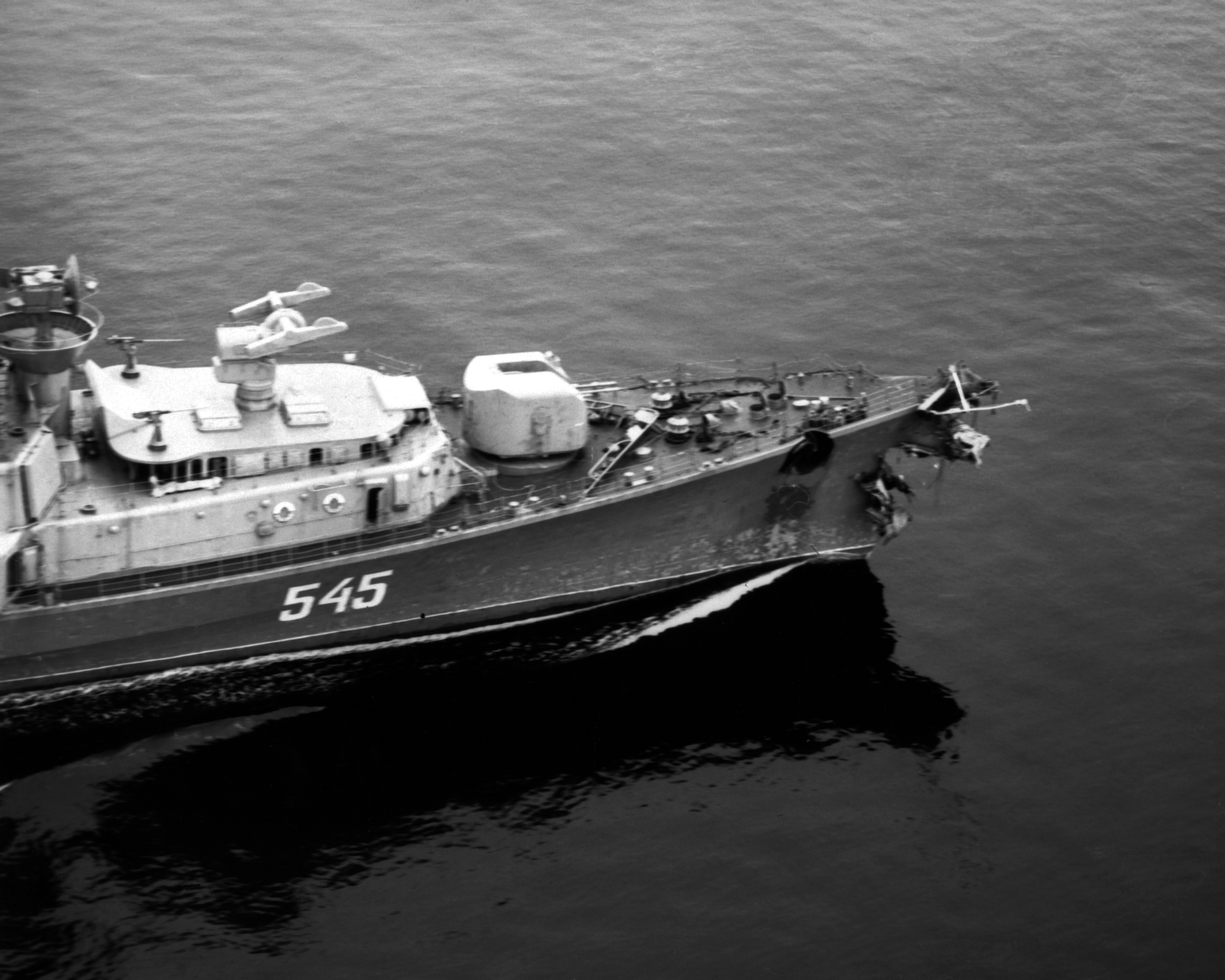
Wieża systemu AK-726 na niszczycielu proj. 61, po lewej widoczna stacja radiolokacyjna MR-105 Turiel

## Historia
Prace nad nowym systemem artyleryjskim kalibru 76,2 mm, nadającym się przede wszystkim do obrony przeciwlotniczej, ale też do zwalczania celów morskich, rozpoczęto w 1954 w biurze konstrukcyjnym CKB-7 (późniejsze biuro Arsenał, główny konstruktor P. Tiurin). Główną częścią systemu stała się dwulufowa wieża artyleryjska (oznaczenie fabryczne ZIF-67), ponadto obejmował on system kierowania ogniem. Nowo opracowane działa zostały przetestowane w latach 1956–1957. Prototypową wieżę ZIF-67 zbudowano w 1958. Dwa rodzaje wież były poddawane badaniom morskim od grudnia 1960 do 1961 na dwóch korwetach projektu 159 PŁK-1 i PŁK-17 na Morzu Czarnym i Bałtyku, po czym wybrano wariant z uproszczonym systemem podawania amunicji i rozpoczęto produkcję wież oraz ich montaż na nowo budowanych okrętach.
Pełny system artyleryjski AK-726, z radarem kierowania ogniem MR-105 zainstalowano i testowano po raz pierwszy na krążowniku rakietowym "Groznyj" projektu 58 i okręcie dozorowym (niszczycielu rakietowym) "Komsomolec Ukrainy" projektu 61 w 1962.
System oficjalnie został przyjęty na uzbrojenie zarządzeniem ministra obrony 24 czerwca 1964. Od tej pory stał się jednym z najszerzej stosowanych systemów artyleryjskich na radzieckich okrętach, z eksportowymi jednostkami trafił też za granicę, w tym do Polski. W związku jednak z niedostateczną skutecznością przeciw celom morskim z uwagi na niewielki kaliber, od lat 80. na nowo budowanych radzieckich okrętach system AK-726 został zastąpiony przez system AK-100 kalibru 100 mm. Produkcję wież zakończono w latach 1987–1988.

## Zastosowanie
System AK-726 używany był na okrętach radzieckich typów:
- Krążowniki rakietowe projektu 58 (w kodzie NATO: Kynda)
- Krążowniki rakietowe projektu 1134B (w kodzie NATO: Kara)
- Krążowniki lotnicze projektu 1143 (typ Kijew, w kodzie NATO Kiev)
- Niszczyciele rakietowe projektu 56U (po modernizacji, w kodzie NATO Kildin Mod)
- Niszczyciele rakietowe projektu 61 (w kodzie NATO: Kashin)
- Fregaty rakietowe projektu 1135 (w kodzie NATO: Krivak I)
- Fregaty rakietowe projektu 1159 (w kodzie NATO: Koni)
- Fregaty projektu 35 (w kodzie NATO: Mirka)
- Fregaty projektu 159 (w kodzie NATO: Petya)
- Okręty desantowe projektu 1171.1 (w kodzie NATO Tapir)
- Okręty desantowe projektu 1174 (ozn. NATO Ivan Rogov)
- Okręty szkolne projektu 887 (ozn. NATO Smolny)
- Lodołamacze patrolowe projektu 97P (ozn. NATO Ivan Susanin)

Okręty innych państw:
- Niszczyciel "Mărășești" (Rumunia)
- Korwety typu Amiral Petre Bărbuneanu (ozn. NATO Tetal I) (Rumunia)
- Fregaty typu Kotor (Jugosławia)

System używany był przede wszystkim w marynarce wojennej ZSRR (później Rosji i Ukrainy), ponadto Indii, Syrii, Wietnamu, Polski (ORP "Warszawa" (II)) i innych.

## Opis
Część artyleryjska składa się z dwóch armat automatycznych kalibru 76,2 mm na wspólnej lawecie. Automatyka działa na zasadzie krótkiego odrzutu lufy. Lufy gwintowane, monoblokowe, wyposażone w przedmuchiwacz. Naboje donoszone po dwa podnośnikiem z magazynu pod wieżą na podajniki. Naboje w magazynach ładowane są na podnośnik ręcznie. Obie lufy oddają strzał równocześnie. Lufy mają system chłodzenia wodą zaburtową w przerwach między strzelaniem. Maksymalna długość serii to 40-45 strzałów, po czym konieczne jest chłodzenie przez 3 minuty. Żywotność lufy wynosi 3000 strzałów.
Wieżę można obsługiwać w reżimie automatycznym, półautomatycznym lub ręcznym. Ogień jest kierowany przede wszystkim zdalnie za pomocą radaru artyleryjskiego MR-105 Turiel (ozn. NATO Owl Screech) lub autonomicznie, za pomocą celownika optycznego Prizma. Mechanizmy wieży napędzane są elektrycznie - zdalnie lub z wieży, albo awaryjnie ręcznie. Obsługa wieży i systemów kompleksu składa się z 9 osób (w tym 4 pod wieżą). Masa wieży wynosi 26 t. Wieża ma lekkie opancerzenie przeciwodłamkowe grubości 5 mm. Wadami wieży jest słaba wentylacja, zmuszająca do prowadzenia ognia z otwartymi drzwiami. Do zalet systemu należy celność i spora niezawodność. Szybkość naprowadzania: w pionie 30°/s, w poziomie 35°/s (automatyczna) lub odpowiednio około 1,2°/s i 1°/s (ręczna). Zapas amunicji wynosi po 600 nabojów na lufę (na okrętach proj. 61).
Używane są dwa rodzaje pocisków:
- przeciwlotniczy ZS-62 z radarowym zapalnikiem zbliżeniowym AR-67
- odłamkowo-zapalający OF-62 z zapalnikiem uderzeniowym WG-67

Masa ładunku wybuchowego: 400 g (oba pociski), masa ładunku prochowego - 3,055 kg. Pociski wyposażone są w samolikwidator, ograniczający donośność do ok. 11 000 m.

## Dane taktyczno-techniczne
- kaliber: 76,2 mm
- długość lufy: 59 kalibrów (L/59)[4]
- ilość luf: 2
- liczba gwintów: 24[2]
- kąt podniesienia: -10° +85°[4]
- szybkostrzelność: 90-107 strzałów/min (na jedną lufę)[4]
- masa pocisku: 5,9 kg[4]
- masa naboju: 12,4 kg
- prędkość wylotowa: 980 m/s[4]
- donośność:
  - pozioma: 15,7 km[2] (efektywna: 11 km[3])
  - pionowa: 11 km[2] (inne publikacje: 13 km lub efektywna 7 km[3])